# هربرت ارهاردت
هربرت ارهاردت (به آلمانی: Herbert Erhardt) بازیکن فوتبال و مدافع اهل آلمان است که از سال ۱۹۵۳ میلادی عضو تیم ملی فوتبال آلمان بوده‌است. وی در ۵۰ بازی ملی حضور داشته است و آخرین بازی ملی خود را در سال ۱۹۶۲ میلادی انجام داد. هربرت ارهاردت در بازی‌های ملی‌اش ۱ گل به ثمر رساند.